# Humbertioturraea maculata
Humbertioturraea maculata là một loài thực vật có hoa trong họ Meliaceae. Loài này được (Sm.) Cheek mô tả khoa học đầu tiên năm 1989.